# فرانك ويلسون (سياسي)
فرانك ويلسون (بالإنجليزية: Frank Wilson)‏ هو سياسي أسترالي، ولد في 12 مايو 1859 في المملكة المتحدة، وتوفي في 7 ديسمبر 1918 في أستراليا. انتخب عضو الجمعية التشريعية لأستراليا الغربية وانتخب Premier of Western Australia ‏ (27 يوليو 1916 – 28 يونيو 1917) وانتخب Premier of Western Australia ‏ (16 سبتمبر 1910 – 7 أكتوبر 1911).